# Megaselia pristina
Megaselia pristina är en tvåvingeart som beskrevs av Borgmeier 1962. Megaselia pristina ingår i släktet Megaselia och familjen puckelflugor. Inga underarter finns listade i Catalogue of Life.